# نایب‌رئیس مجلس شورای اسلامی
نایب‌ رئیس مجلس شورای اسلامی عنوان مشترک برای دو نفر از اعضای هیئت رئیسه مجلس شورای اسلامی است. طبق مادۀ ۷۱ قانون مدیریت خدمات کشوری، نواب رئیس مجلس در ردۀ دوم مقام‌های سیاسی کشور و همتراز با معاون اول رئیس‌جمهور هستند. انتخاب نایب‌رئیس با اکثریت نسبی به روش رأی‌گیری مخفی و با ورقه است. نواب رئیس به ترتیب تعداد آراء به عنوان «نایب‌ رئیس اول» و «نایب‌رئیس دوم» و در صورت تساوی آراء، با قید قرعه انتخاب می‌شوند. در غیاب رئیس مجلس، وظایف و اختیارات او را به‌ترتیب «نایب‌رئیس اول» و «نایب‌رئیس دوم» بر عهده خواهند داشت. براساس آیین‌نامه داخلی مجلس، رئیس مجلس می‌تواند هنگام حضور خود در صحن نیز ادارۀ جلسۀ رسمی را به‌ترتیب بر عهدۀ نایب‌رئیس اول و دوم بگذارد. نایب‌رئیس‌های مجلس همچون سایر اعضای هیئت رئیسه برای یک سال انتخاب می‌شوند. مبنای تجدید انتخابات سالیانه، سالروز انتخابات هیئت رئیسه قبلی بوده و در صورتی که با تعطیلات رسمی همزمان بشود، در جلسۀ قبل از آن انجام می‌گردد و مسئولیت هیئت رئیسه جدید از سالروز انتخابات قبل تفویض خواهد گردید.
نمایندگان مجلس در آغاز هر دوره، با انتخاب هیئت رئیسه موقت، بررسی اعتبارنامه‌های نمایندگان منتخب را آغاز می‌کنند و پس از آنکه اعتبارنامه حداقل دوسوم نمایندگان به تصویب رسید، انتخابات هیئت رئیسه دائم انجام می‌شود. به جز دورۀ نخست که به علت عدم تدوین آیین‌نامه داخلی، بدون هیئت رئیسه موقت شروع به کار کرد، در دوره‌های بعدی مجلس، هیئت رئیسه موقت نمایانگر ترکیب هیئت رئیسه دائم مجلس بود چرا که در بیشتر اجلاسیه‌ها، انتخابات هیئت رئیسه دائم و موقت با تغییر اندکی انتخابی مواجه بود به طوری که در اکثر دوره‌ها، اعضای هیئت رئیسه تنها با کم و زیاد شدن چند رأی در انتخابات هیئت رئیسه دائم، در سمت خود ابقاء شده‌اند. در این میان، تنها نایب‌رئیس دوم در مجلس دوم و هر دو نایب‌رئیس در مجلس ششم در انتخابات هیئت رئیسه دائم نسبت به هیئت رئیسه موقت تغییر کردند. این روند از سال ۱۳۹۷ با اصلاح آیین‌نامه داخلی مجلس تغییر کرد و هیئت رئیسه موقت حذف شد.
محمدرضا باهنر و سید محمدحسن ابوترابی ‌فرد با ۱۱ اجلاسیه، و حسن روحانی با ۸ اجلاسیه رکورد داران نایب‌رئیسی هستند.

## فهرست
| دوره | اجلاسیه | نایب‌رئیس اول | نایب‌رئیس اول                | فراکسیون      | تعداد آراء       | نایب‌رئیس دوم  | نایب‌رئیس دوم            | فراکسیون         | تعداد آراء       | م.     |
| ---- | ------- | ------------ | --------------------------- | ------------- | ---------------- | ------------- | ----------------------- | ---------------- | ---------------- | ------ |
| ۱    | اول     |              | سید علی‌اکبر پرورش           | حزب‌الله       | ۱۲۴ از ۲۰۴ (۶۱٪) |               | سید محمد موسوی خوئینی‌ها | حزب‌الله          | ۱۰۸ از ۲۰۴ (۵۳٪) | [ ۷ ]  |
| ۱    | دوم     |              | سید محمد موسوی خوئینی‌ها     | حزب‌الله       | ۱۲۰ از ۱۶۷ (۷۲٪) |               | حبیب‌الله عسگراولادی     | حزب‌الله          | ۱۰۰ از ۱۶۷ (۶۰٪) | [ ۸ ]  |
| ۱    | دوم     |              | سید محمد موسوی خوئینی‌ها     | حزب‌الله       | ۱۲۰ از ۱۶۷ (۷۲٪) | محمد یزدی     | حزب‌الله                 | ۱۱۸ از ۱۶۳ (۷۲٪) | [ ۹ ]            |        |
| ۱    | سوم     |              | مهدی کروبی                  | حزب‌الله       | ۱۴۱ از ۱۸۸ (۷۵٪) |               | سید محمد خامنه‌ای        | حزب‌الله          | ۹۷ از ۱۸۸ (۵۲٪)  | [ ۱۰ ] |
| ۱    | چهارم   |              | محمد یزدی                   | حزب‌الله       | ۱۱۴ از ۱۸۴ (۶۲٪) |               | سید محمد موسوی خوئینی‌ها | حزب‌الله          | ۸۴ از ۱۸۴ (۴۶٪)  | [ ۱۱ ] |
| ۲    | موقت    |              | محمد یزدی                   | حزب‌الله       | ۱۴۴ از ۱۹۷ (۷۳٪) |               | مهدی کروبی              | حزب‌الله          | ۱۱۹ از ۱۹۷ (۶۰٪) | [ ۱۲ ] |
| ۲    | اول     |              | محمد یزدی                   | حزب‌الله       | ۱۲۳ از ۱۸۹ (۶۵٪) |               | محمدمهدی ربانی املشی    | حزب‌الله          | ۱۱۰ از ۱۸۹ (۵۸٪) | [ ۱۳ ] |
| ۲    | دوم     |              | محمد یزدی                   | حزب‌الله       | ۱۵۳ از ۲۲۸ (۶۷٪) |               | مهدی کروبی              | حزب‌الله          | ۱۴۳ از ۲۲۸ (۶۳٪) | [ ۱۴ ] |
| ۲    | سوم     |              | مهدی کروبی                  | حزب‌الله       | ۱۳۹ از ۲۲۴ (۶۲٪) |               | محمد یزدی               | حزب‌الله          | ۱۳۲ از ۲۲۴ (۵۹٪) | [ ۱۵ ] |
| ۲    | چهارم   |              | محمد یزدی                   | حزب‌الله       | ۱۴۰ از ۲۳۰ (۶۱٪) |               | مهدی کروبی              | حزب‌الله          | ۱۳۶ از ۲۳۰ (۵۹٪) | [ ۱۶ ] |
| ۳    | موقت    |              | مهدی کروبی                  | خط امام       | ۱۶۳ از ۲۲۵ (۷۲٪) |               | حسین هاشمیان            | خط امام          | ۱۳۳ از ۲۲۵ (۵۹٪) | [ ۱۷ ] |
| ۳    | اول     |              | مهدی کروبی                  | خط امام       | ۱۶۰ از ۱۹۰ (۸۴٪) |               | حسین هاشمیان            | خط امام          | ۱۳۴ از ۱۹۰ (۷۱٪) | [ ۱۸ ] |
| ۳    | دوم     |              | مهدی کروبی                  | خط امام       | ۲۱۱ از ۲۴۰ (۸۸٪) |               | حسین هاشمیان            | خط امام          | ۱۲۸ از ۲۴۰ (۵۳٪) | [ ۱۹ ] |
| ۳    | دوم     |              | حسین هاشمیان                | خط امام       | تثبیت            |               | اسدالله بیات زنجانی     | خط امام          | ۱۱۶ از ۲۳۳ (۵۰٪) | [ ۲۰ ] |
| ۳    | سوم     |              | حسین هاشمیان                | خط امام       | ۱۴۷ از ۲۲۹ (۶۴٪) |               | اسدالله بیات زنجانی     | خط امام          | ۱۲۴ از ۲۲۹ (۵۴٪) | [ ۲۱ ] |
| ۳    | چهارم   |              | حسین هاشمیان                | خط امام       | ۱۸۶ از ۲۳۶ (۷۹٪) |               | اسدالله بیات زنجانی     | خط امام          | ۱۳۸ از ۲۳۶ (۵۸٪) | [ ۲۲ ] |
| ۴    | موقت    |              | حسن روحانی                  | —             | ۱۹۸ از ۲۴۰ (۸۳٪) |               | سید علی‌اکبر پرورش       | —                | ۱۷۶ از ۲۴۰ (۷۳٪) | [ ۲۳ ] |
| ۴    | اول     |              | حسن روحانی                  | —             | ۲۰۰ از ۲۳۰ (۸۷٪) |               | سید علی‌اکبر پرورش       | —                | ۱۸۰ از ۲۳۰ (۷۸٪) | [ ۲۴ ] |
| ۴    | دوم     |              | حسن روحانی                  | —             | ۱۹۳ از ۲۱۳ (۹۱٪) |               | محمدعلی موحدی کرمانی    | —                | ۱۶۱ از ۲۱۳ (۷۶٪) | [ ۲۵ ] |
| ۴    | سوم     |              | حسن روحانی                  | —             | ۱۶۴ از ۲۳۱ (۷۱٪) |               | حسین هاشمیان            | —                | ۱۲۲ از ۲۳۱ (۵۳٪) | [ ۲۶ ] |
| ۴    | چهارم   |              | حسن روحانی                  | —             | ۱۹۸ از ۲۴۳ (۸۱٪) |               | محمدعلی موحدی کرمانی    | —                | ۱۴۷ از ۲۴۳ (۶۰٪) | [ ۲۷ ] |
| ۵    | موقت    |              | حسن روحانی                  | حزب‌الله       | ۲۲۶ از ۲۴۳ (۹۳٪) |               | محمدعلی موحدی کرمانی    | حزب‌الله          | ۱۳۱ از ۲۴۳ (۵۴٪) | [ ۲۸ ] |
| ۵    | اول     |              | حسن روحانی                  | حزب‌الله       | ۲۰۹ از ۲۴۰ (۸۷٪) |               | محمدعلی موحدی کرمانی    | حزب‌الله          | ۱۳۳ از ۲۴۰ (۵۵٪) | [ ۲۹ ] |
| ۵    | دوم     |              | حسن روحانی                  | حزب‌الله       | ۱۷۹ از ۲۴۶ (۷۳٪) |               | محمدعلی موحدی کرمانی    | حزب‌الله          | ۱۴۰ از ۲۴۶ (۵۷٪) | [ ۳۰ ] |
| ۵    | سوم     |              | حسن روحانی                  | حزب‌الله       | ۱۶۷ از ۲۵۶ (۶۵٪) |               | محمدعلی موحدی کرمانی    | حزب‌الله          | ۱۴۳ از ۲۵۶ (۵۶٪) | [ ۳۱ ] |
| ۵    | چهارم   |              | حسن روحانی                  | حزب‌الله       | ۱۸۱ از ۲۴۵ (۷۴٪) |               | محمدعلی موحدی کرمانی    | حزب‌الله          | ۱۳۵ از ۲۴۵ (۵۵٪) | [ ۳۲ ] |
| ۶    | موقت    |              | مجید انصاری                 | دوم خرداد     | ۱۴۶ از ۲۴۵ (۶۰٪) |               | ابوالقاسم سرحدی‌زاده     | دوم خرداد        | ۸۵ از ۲۴۵ (۳۵٪)  | [ ۳۳ ] |
| ۶    | اول     |              | بهزاد نبوی                  | دوم خرداد     | ۱۵۵ از ۲۴۸ (۶۳٪) |               | سید محمدرضا خاتمی       | دوم خرداد        | ۱۳۵ از ۲۴۸ (۵۴٪) | [ ۳۴ ] |
| ۶    | دوم     |              | سید محمدرضا خاتمی           | دوم خرداد     | ۱۵۷ از ۲۴۶ (۶۴٪) |               | محسن آرمین              | دوم خرداد        | ۱۲۷ از ۲۴۶ (۵۲٪) | [ ۳۵ ] |
| ۶    | سوم     |              | بهزاد نبوی                  | دوم خرداد     | ۱۵۲ از ۲۴۹ (۶۱٪) |               | سید محمدرضا خاتمی       | دوم خرداد        | ۱۳۹ از ۲۴۹ (۵۶٪) | [ ۳۶ ] |
| ۶    | چهارم   |              | سید محمدرضا خاتمی           | دوم خرداد     | ۱۳۲ از ۲۲۵ (۵۹٪) |               | بهزاد نبوی              | دوم خرداد        | ۱۳۱ از ۲۲۵ (۵۸٪) | [ ۳۷ ] |
| ۶    | چهارم   |              | سید محمدرضا خاتمی           | دوم خرداد     | ۱۳۲ از ۲۲۵ (۵۹٪) | علی شکوری راد | دوم خرداد               | ۱۰۲ از ۱۸۷ (۵۵٪) | [ ۳۸ ]           |        |
| ۷    | موقت    |              | محمدرضا باهنر               | اصول‌گرایان    | ۲۰۳ از ۲۶۹ (۷۵٪) |               | سید محمدحسن ابوترابی‌فرد | وفاق و کارآمدی   | ۱۳۴ از ۲۶۹ (۵۰٪) | [ ۴۲ ] |
| ۷    | اول     |              | محمدرضا باهنر               | اصول‌گرایان    | ۱۸۸ از ۲۵۹ (۷۳٪) |               | سید محمدحسن ابوترابی‌فرد | وفاق و کارآمدی   | ۱۷۳ از ۲۵۹ (۶۷٪) | [ ۴۳ ] |
| ۷    | دوم     |              | محمدرضا باهنر               | اصول‌گرایان    | ۱۹۱ از ۲۶۰ (۷۳٪) |               | سید محمدحسن ابوترابی‌فرد | وفاق و کارآمدی   | ۱۷۲ از ۲۶۰ (۶۶٪) | [ ۴۴ ] |
| ۷    | سوم     |              | محمدرضا باهنر               | اصول‌گرایان    | ۱۷۳ از ۲۵۹ (۶۷٪) |               | سید محمدحسن ابوترابی‌فرد | اصول‌گرایان       | ۱۵۴ از ۲۵۹ (۵۹٪) | [ ۴۵ ] |
| ۷    | چهارم   |              | محمدرضا باهنر               | اصول‌گرایان    | ۱۸۸ از ۲۶۲ (۷۲٪) |               | سید محمدحسن ابوترابی‌فرد | اصول‌گرایان       | ۱۶۰ از ۲۶۲ (۶۱٪) | [ ۴۶ ] |
| ۸    | موقت    |              | سید محمدحسن ابوترابی‌فرد     | اصول‌گرایان    | ۲۲۳ از ۲۶۴ (۸۴٪) |               | محمدرضا باهنر           | اصول‌گرایان       | ۱۶۷ از ۲۶۴ (۶۳٪) | [ ۴۷ ] |
| ۸    | اول     |              | سید محمدحسن ابوترابی‌فرد     | اصول‌گرایان    | ۱۷۷ از ۲۶۳ (۶۷٪) |               | محمدرضا باهنر           | اصول‌گرایان       | ۱۲۶ از ۲۶۳ (۴۸٪) | [ ۴۸ ] |
| ۸    | دوم     |              | سید محمدحسن ابوترابی‌فرد     | اصول‌گرایان    | ۱۸۴ از ۲۴۳ (۷۶٪) |               | محمدرضا باهنر           | اصول‌گرایان       | ۱۵۱ از ۲۴۳ (۶۲٪) | [ ۴۹ ] |
| ۸    | سوم     |              | سید محمدحسن ابوترابی‌فرد     | اصول‌گرایان    | ۱۸۸ از ۲۶۵ (۷۱٪) |               | سید شهاب‌الدین صدر       | اصول‌گرایان       | ۱۴۵ از ۲۶۵ (۵۵٪) | [ ۵۰ ] |
| ۸    | چهارم   |              | محمدرضا باهنر               | اصول‌گرایان    | ۱۸۳ از ۲۵۰ (۷۳٪) |               | سید شهاب‌الدین صدر       | اصول‌گرایان       | ۱۳۱ از ۲۵۰ (۵۲٪) | [ ۵۱ ] |
| ۹    | موقت    |              | محمدرضا باهنر               | رهروان ولایت  | ۱۷۷ از ۲۷۸ (۶۴٪) |               | سید محمدحسن ابوترابی‌فرد | اصول‌گرایان       | ۱۶۷ از ۲۷۸ (۶۰٪) | [ ۵۳ ] |
| ۹    | اول     |              | سید محمدحسن ابوترابی‌فرد     | رهروان ولایت  | ۲۳۲ از ۲۷۱ (۸۶٪) |               | محمدرضا باهنر           | رهروان ولایت     | ۱۷۹ از ۲۷۱ (۶۶٪) | [ ۵۴ ] |
| ۹    | دوم     |              | سید محمدحسن ابوترابی‌فرد     | رهروان ولایت  | ۱۹۶ از ۲۵۷ (۷۶٪) |               | محمدرضا باهنر           | رهروان ولایت     | ۱۶۷ از ۲۵۷ (۶۵٪) | [ ۵۵ ] |
| ۹    | سوم     |              | سید محمدحسن ابوترابی‌فرد     | رهروان ولایت  | ۲۰۳ از ۲۷۰ (۷۵٪) |               | محمدرضا باهنر           | رهروان ولایت     | ۱۴۴ از ۲۷۰ (۵۳٪) | [ ۵۶ ] |
| ۹    | چهارم   |              | سید محمدحسن ابوترابی‌فرد     | رهروان ولایت  | ۲۳۱ از ۲۶۴ (۸۸٪) |               | محمدرضا باهنر           | رهروان ولایت     | ۱۹۲ از ۲۶۴ (۷۳٪) | [ ۵۷ ] |
| ۱۰   | موقت    |              | مسعود پزشکیان               | امید          | ۱۵۴ از ۲۷۹ (۵۵٪) |               | محمد دهقان              | ولایت            | ۱۳۶ از ۲۷۹ (۴۹٪) | [ ۵۸ ] |
| ۱۰   | اول     |              | مسعود پزشکیان               | امید          | ۱۵۸ از ۲۷۳ (۵۸٪) |               | علی مطهری               | امید             | ۱۳۳ از ۲۷۳ (۴۹٪) | [ ۵۹ ] |
| ۱۰   | دوم     |              | مسعود پزشکیان               | امید          | ۱۷۹ از ۲۵۳ (۷۱٪) |               | علی مطهری               | امید             | ۱۶۳ از ۲۵۳ (۶۴٪) | [ ۶۰ ] |
| ۱۰   | سوم     |              | مسعود پزشکیان               | امید          | ۱۵۷ از ۲۷۹ (۵۶٪) |               | علی مطهری               | امید             | ۱۴۳ از ۲۷۹ (۵۱٪) | [ ۶۱ ] |
| ۱۰   | چهارم   |              | مسعود پزشکیان               | امید          | ۱۴۸ از ۲۸۰ (۵۳٪) |               | عبدالرضا مصری           | ولایی            | ۱۴۳ از ۲۸۰ (۵۱٪) | [ ۶۲ ] |
| ۱۱   | اول     |              | سید امیرحسین قاضی‌زاده هاشمی | انقلاب اسلامی | ۲۰۸ از ۲۷۴ (۷۶٪) |               | علی نیکزاد              | انقلاب اسلامی    | ۱۹۶ از ۲۷۴ (۷۲٪) | [ ۶۳ ] |
| ۱۱   | دوم     |              | علی نیکزاد                  | انقلاب اسلامی | ۲۰۶ از ۲۶۲ (۷۹٪) |               | عبدالرضا مصری           | انقلاب اسلامی    | ۲۰۵ از ۲۶۲ (۷۸٪) | [ ۶۴ ] |
| ۱۱   | سوم     |              | علی نیکزاد                  | انقلاب اسلامی | ۱۶۸ از ۲۷۵ (۶۱٪) |               | عبدالرضا مصری           | انقلاب اسلامی    | ۱۶۸ از ۲۷۵ (۶۱٪) | [ ۶۵ ] |
| ۱۱   | چهارم   |              | عبدالرضا مصری               | انقلاب اسلامی | ۱۵۸ از ۲۷۷ (۵۷٪) |               | مجتبی ذوالنوری          | انقلاب اسلامی    | ۱۵۲ از ۲۷۷ (۵۵٪) | [ ۶۶ ] |
| ۱۲   | اول     |              | حمیدرضا حاجی‌بابایی          | انقلاب اسلامی | ۱۵۴ از ۲۸۷ (۵۴٪) |               | علی نیکزاد              | انقلاب اسلامی    | ۱۴۲ از ۲۸۷ (۴۹٪) | [ ۶۷ ] |
| ۱۲   | دوم     |              | علی نیکزاد                  | انقلاب اسلامی | ۱۱۱ از ۲۷۳ (۴۱٪) |               | حمیدرضا حاجی‌بابایی      | انقلاب اسلامی    | ۱۱۱ از ۲۷۳ (۴۱٪) | [ ۶۸ ] |

## یادداشت
1. ↑  اول یا دوم بودن نایب‌رئیس‌ها صرفاً براساس تعداد آرای کسب‌شده بوده و جایگاه حقوقی مجزا ندارند بنابراین فقط برای یکی از کرسی‌های نایب‌رئیسی که خالی شده بود، رأی‌گیری انجام شد. همچنین با توجه به رأی کمتر نایب‌رئیس جدید، وی به عنوان نایب‌رئیس دوم معرفی شد.
2. ↑  ابوترابی‌فرد در اجلاسیهٔ اول قصد نامزدی برای ریاست مجلس را داشت که با تصمیم فراکسیون وفاق و کارآمدی، برای نایب‌رئیسی نامزد شد.[۳۹][۴۰] او در اجلاسیهٔ دوم نیز مورد حمایت این فراکسیون برای نایب‌رئیسی بود.[۴۱]
3. ↑  اگرچه ابوترابی‌فرد از اعضای ارشد فراکسیون رهروان ولایت بود، با این حال، از سوی این فراکسیون در انتخابات هیئت رئیسه موقت مجلس حمایت نشد زیرا در مجمع عمومی فراکسیون رهروان ولایت، محمدرضا باهنر و غلامرضا مصباحی‌مقدم رأی بالاتری نسبت به ابوترابی‌فرد کسب کرده و دو نامزد این فراکسیون برای نایب‌رئیسی مجلس شدند. همزمان و در همان روز، ابوترابی‌فرد به همراه احمد سالک از سوی فراکسیون اصول‌گرایان به عنوان نامزدهای فراکسیون اصول‌گرایان برای نایب‌رسمی معرفی شدند.[۵۲]
4. 1 2 3 4  با توجه به تساوی آرای هر دو نفر، ترتیب نایب‌رئیس اول و دوم از راه قرعه‌کشی انتخاب شد.